# African International Airways
African International Airways fue una aerolínea de carga con base en Johannesburgo, Sudáfrica. Efectúa vuelos chárter internacionales de carga. Sus principales bases de operación son el Aeropuerto Internacional de Kent, Reino Unido, el Aeropuerto Internacional OR Tambo, Johannesburgo y el Aeropuerto Internacional de Ostende-Brujas, Bélgica. El principal agente de la compañía es Intavia Limited con base en Crawley, Sussex, Reino Unido.

## Historia
La aerolínea fue fundada y comenzó a operar en 1985 en Suazilandia para efectuar vuelos de apoyo de otras compañías. Fue reestructurada en 1988 cuando Intavia tomó el control de la compañía y los vuelos fueron reenfocados a los vuelos chárter de carga. Se acordó una alianza comercial con Executive Aerospace en 2002. La aerolínea es propiedad de PJM Corbin y JL Warburton McBride (76%) e Intavia (24%).
Sus aviones de carga fueron proporcionados por Alitalia durante once años hasta 1996 y posteriormente durante breves periodos de tiempo de South African Airways, Air Gabon, Air Mauritius y finalmente British Airways World Cargo. La compañía inglesa Intavia se encarga de dirigir African International Airways.

## Flota
La flota de African International Airways incluye las siguientes aeronaves (a marzo de 2007):
- 1 Douglas DC-8-50F
- 3 Douglas DC-8-62F